# 短穗兔耳草
短穗兔耳草（学名：Lagotis brachystachya）为玄参科兔耳草属下的一个种。

## 扩展阅读
- 維基物種上的相關：短穗兔耳草